# Hrabstwo Mason (Kentucky)

Piramida wieku hrabstwa

Hrabstwo Mason – hrabstwo w USA, w stanie Kentucky. Według danych z 2010 roku, hrabstwo zamieszkiwało 17490 osób. Siedzibą hrabstwa jest Maysville.

## Miasta
- Dover
- Germantown
- Maysville
- Sardis
- Mays Lick (CDP)